# Латвия на «Детском Евровидении — 2003»
Латвия дебютировала на «Детском Евровидении — 2003», проходившем в Копенгагене, Дания, 15 ноября 2003 года. На конкурсе страну представил Дзинтарс Чича с песней «Tu esi vasarā», выступивший пятым. Он занял девятое место, набрав 37 баллов.

## Национальный отбор
56 песен было отправлено в LTV. 10 песен, прошедшие в финал национального отбора, были объявлены 17 марта 2003 года во время телепередачи «Šurpu turpu».
Национальный отбор прошёл 8 июня 2003 года, ведущими которого были Линда Лин и Хорен Сталбе. Победитель был определён телеголосованием.
| Bērnu Eirovīzija 2003 — 8 июня 2003 | Bērnu Eirovīzija 2003 — 8 июня 2003 | Bērnu Eirovīzija 2003 — 8 июня 2003 | Bērnu Eirovīzija 2003 — 8 июня 2003 | Bērnu Eirovīzija 2003 — 8 июня 2003 |
| №                                   | Артист                              | Песня                               | Место                               | Итого                               |
| ----------------------------------- | ----------------------------------- | ----------------------------------- | ----------------------------------- | ----------------------------------- |
| 01                                  | Гатис Фрейманис                     | «Āfrika»                            | 8                                   | 1039                                |
| 02                                  | Ева Буртниеце                       | «Dažkārt»                           | 9                                   | 870                                 |
| 03                                  | Ливия Даудзе                        | «Smilšu pils»                       | 10                                  | 639                                 |
| 04                                  | Сабине Березина                     | «Saules stari»                      | 3                                   | 3132                                |
| 05                                  | Мик Дукурс                          | «Mana sirds»                        | 2                                   | 4610                                |
| 06                                  | Алина Разумная                      | «Es...»                             | 4                                   | 2340                                |
| 07                                  | Эдгар Шмиукшис                      | «Bungas dzied»                      | 7                                   | 1212                                |
| 08                                  | Дзинтарс Чича                       | «Tu esi vasarā»                     | 1                                   | 11993                               |
| 09                                  | Иева Стамере                        | «Zvaigznes un melodijas»            | 5                                   | 1868                                |
| 10                                  | Мадара Викторова                    | «Es gribu zināt»                    | 6                                   | 1621                                |

## На «Детском Евровидении»
Финал конкурса транслировал телеканал LTV1, комментатором которого был Карлис Стрейпс, а результаты голосования от Латвии объявлял Давид Дауринс. Дзинтарс Чича выступил под пятым номером после Белоруссии и перед Северной Македонией и занял девятое место, набрав 37 баллов.

## Голосование[7]
| Баллы     | Страна                         |
| --------- | ------------------------------ |
| 12 баллов |                                |
| 10 баллов |                                |
| 8 баллов  | Белоруссия                     |
| 7 баллов  |                                |
| 6 баллов  | Нидерланды                     |
| 5 баллов  | Хорватия                       |
| 4 балла   | Северная Македония             |
| 3 балла   | Бельгия Мальта Норвегия Польша |
| 2 балла   |                                |
| 1 балл    | Великобритания Румыния         |

| Баллы     | Страна         |
| --------- | -------------- |
| 12 баллов | Испания        |
| 10 баллов | Белоруссия     |
| 8 баллов  | Хорватия       |
| 7 баллов  | Великобритания |
| 6 баллов  | Дания          |
| 5 баллов  | Греция         |
| 4 балла   | Бельгия        |
| 3 балла   | Норвегия       |
| 2 балла   | Румыния        |
| 1 балл    | Мальта         |